# Hadena umbrata
Hadena umbrata är en fjärilsart som beskrevs av Schultz. Hadena umbrata ingår i släktet Hadena och familjen nattflyn. Inga underarter finns listade i Catalogue of Life.